# Jakov Babić
Jakov Babić (Vukšić Gornji, Brčko, 12. srpnja 1928. – Sesvete, 8. lipnja 2016.), hrvatski arheolog amater, folklorist i pisac iz Bosne i Hercegovine. Rodio se u selu Gornjem Vukšiću, u općini Brčkom, a živio je i radio u susjednom Jagodnjaku. Za vrijeme rata preselio se u Sesvete gdje je i umro. Pokopan je na groblju u Laništima. Terenskim istraživanjem Babić je otkrio više od 200 arheoloških lokaliteta u Bosanskoj Posavini. Bio je suradnik brojnih muzeja i ustanova.

## Objavljena djela
Knjige
- "Popis sadašnjih i odseljenih župljana župe Ulice" u knjizi "Ulice nekada i sada" (1989.)
- "Posavina i župa Poljaci" (1991.)
- "Posavina i župa Ulice" (1999.)
- "Župa Zovik u Bosanskoj Posavini" (2003.)
- "Župa Dubrave kod Brčkog" (nedatirano)

Pjesme
- "Čovjeku atomskog doba" (1988.)